# Daniel Jebbison
Daniel Jebbison, né le 11 juillet 2003 à Oakville en Ontario, est un footballeur international canadien qui évolue au poste d'attaquant à Preston North End, en prêt de l'AFC Bournemouth.

## Biographie

### Carrière en club
Né dans l'Ontario au Canada, Daniel Jebbison déménage en Angleterre avec sa famille en 2016, dans le pays natal de sa mère,. 
Ayant intégré le centre de formation du Sheffield United en juillet 2019, il fait ses débuts professionnels avec les Blades le 8 mai 2021, entrant en jeu lors d'un match de Premier League contre Crystal Palace,.
Le 21 juin 2025, Daniel Jebbison est prêté par Bournemouth au Preston North End FC, club évoluant en Championship. Il y retrouve Paul Heckingbottom, l’entraîneur qui l’avait lancé en professionnel au Sheffield United.

### Carrière internationale

#### Premiers pas avec l'Angleterre
En juin 2022 Daniel Jebbison est sélectionné en équipe d'Angleterre pour prendre part à l'Euro des moins de 19 ans en 2022.
Titulaire lors de la compétition qui a lieu en Slovaquie, il atteint avec les anglais la finale du championnat continental, après avoir battu l'Italie en demi-finale.

#### Choix du Canada comme sélection nationale
Le 12 mars 2025, il est convoqué pour la première fois en équipe du Canada par le sélectionneur Jesse Marsch pour participer à la phase finale de la Ligue des nations.

## Statistiques

### Statistiques détaillées
| Saison                | Club                  | Championnat           | Championnat | Championnat | Coupe nationale | Coupe nationale | Coupe de la Ligue | Coupe de la Ligue | Play-offs | Play-offs | Total | Total |
| Saison                | Club                  | Division              | M.          | B.          | M.              | B.              | M.                | B.                | M.        | B.        | M.    | B.    |
| 2020-2021             | Sheffield United      | Premier League        | 4           | 1           | -               | -               | -                 | -                 | -         | -         | 4     | 1     |
| 2021-2022             | Sheffield United      | Championship          | 8           | 0           | -               | -               | 2                 | 0                 | 1         | 0         | 11    | 0     |
| 2022-2023             | Sheffield United      | Championship          | 16          | 1           | 3               | 1               | -                 | -                 | -         | -         | 19    | 2     |
| 2023-2024             | Sheffield United      | Premier League        | 1           | 0           | -               | -               | -                 | -                 | -         | -         | 1     | 0     |
| Sous-total            | Sous-total            | Sous-total            | 29          | 2           | 3               | 1               | 2                 | 0                 | 1         | 0         | 35    | 3     |
| 2020-2021             | Chorley FC (prêt)     | National League North | 2           | 0           | -               | -               | -                 | -                 | -         | -         | 2     | 0     |
| 2021-2022             | Burton Albion (prêt)  | League One            | 20          | 7           | 3               | 2               | -                 | -                 | -         | -         | 23    | 9     |
| 2024-2025             | AFC Bournemouth       | Premier League        | 16          | 1           | 4               | 2               | 1                 | 0                 | -         | -         | 21    | 3     |
| 2024-2025             | Watford FC (prêt)     | Championship          | 13          | 0           | -               | -               | -                 | -                 | -         | -         | 13    | 0     |
| Total sur la carrière | Total sur la carrière | Total sur la carrière | 80          | 10          | 10              | 5               | 3                 | 0                 | 1         | 0         | 94    | 15    |

## Palmarès

### En club
- Sheffield United
  - Vice-champion d'Angleterre de D2 en 2023.

### En sélection nationale
- Angleterre -19 ans
  - Vainqueur du Championnat d'Europe en 2022.